# Ramin Rezaeian
Ramin Rezaeian Semeskandi (født 21. marts 1990) er en iransk fodboldspiller, der spiller for Sepahan.
Han blev udtaget i Irans trup til 2018 FIFA World Cup i Rusland.